# Raki (Pologne)
Pour les articles homonymes, voir Raki.
Raki (prononciation : [ˈraki]) est un village polonais de la gmina de Krasnosielc dans le powiat de Maków de la voïvodie de Mazovie dans le centre-est de la Pologne.
Il se situe à environ 8 kilomètres au nord de Krasnosielc (siège de la gmina), 25 kilomètres au nord de Maków Mazowiecki (siège du powiat) et à 97 kilomètres au nord de Varsovie (capitale de la Pologne).

## Histoire
De 1975 à 1998, le village appartenait administrativement à la voïvodie d'Ostrołęka.